# Otocinclus vittatus
Otocinclus vittatus és una espècie de peix de la família dels loricàrids i de l'ordre dels siluriformes.

## Morfologia
Els mascles poden assolir els 3,3 cm de llargària total.

## Distribució geogràfica
Es troba a Sud-amèrica: conques dels rius Amazones, Orinoco, Paranà i Paraguai.